# Dobrovlje, Braslovče
Dobrovlje este o localitate din comuna Braslovče, Slovenia, cu o populație de 157 de locuitori.